# Klávesa

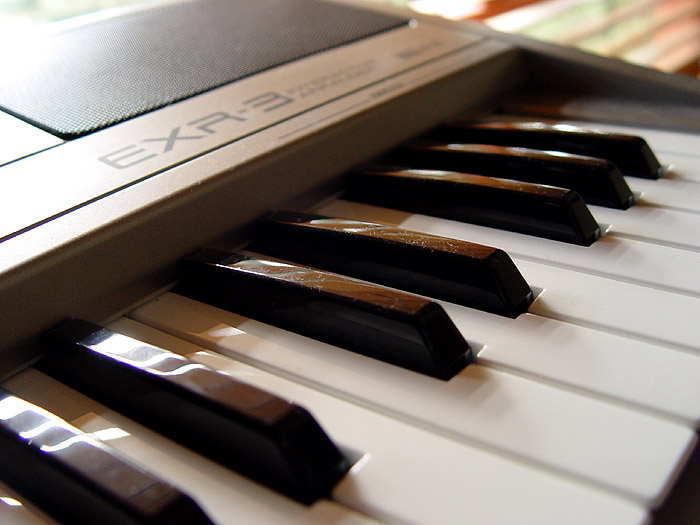
Klávesy na klaviatuře

Klávesa je původně mechanický ovládací prvek, který se ovládá tlakem. Po uvolnění tlaku se klávesa vrací do své původní polohy, funguje tedy jako tlačítko.
Klávesy se obvykle nepoužívají jednotlivě, ale jsou sdružené ve skupinách. Spolu tak tvoří klávesnici (např. počítač) nebo klaviaturu (hudební nástroj). Na klávesnici bývají jednotlivé klávesy popsány symboly, klaviatura mívá klávesy neoznačené. Pokud se klávesy ovládají nohou, nazývá se taková klávesnice nebo klaviatura pedál.

## Mechanické klávesy
Nejstarší klávesy se vyskytují u klávesových hudebních nástrojů. Na klavíru se například úhoz na klávesu mechanicky přenáší na kladívko, které udeří na strunu, stisk klávesy u varhan otevírá ventil určité píšťaly.
Klávesa mechanického psacího stroje ovládá páku, která otiskne určité písmeno na papír přes barvicí pásku, nebo ovládá zvedání válce psacího stroje tak, aby bylo možné psát velká písmena.

## Elektrické klávesy
Elektrické klávesy fungují nejčastěji jako spínače nebo přepínače různého provedení v obvodu elektrického proudu. 
Klávesy u některých elektronických hudebních nástrojů poskytují též informace o síle a dynamice stisku klávesy, které pak mohou ovlivnit intenzitu nebo barvu generovaných tónů.